# Observatoire Gekko
L'observatoire Gekko (月光天文台, Gekkō Tenmondai, « Observatoire du clair de lune») est un observatoire astronomique se trouvant dans la préfecture de Shizuoka, au Japon. Il a été fondé en 1957 et appartient à l'Organisation internationale d'amitié de la culture spirituelle (ja). Entre 1987 et 2000, les astronomes Yoshiaki Ōshima et Tetsuo Kagawa y ont découvert 176 planètes mineures. En 2000, cet observatoire a été classé 40e pour le nombre d'astéroïdes découverts.